# John Karangwa
John Karangwa (ur. 30 listopada 1985 w Gomie, Demokratyczna Republika Konga) – ugandyjski piłkarz grający na pozycji defensywnego pomocnika i obrońcy w birmańskim klubie Ayeyewady United.